# 31 Capricorni
31 Capricorni är en gulvit stjärna i huvudserien i stjärnbilden Stenbocken.
31 Capricorni har visuell magnitud +7,05 och kräver fältkikare för att kunna observeras. Den befinner sig på ett avstånd av ungefär 310 ljusår.